# Liliana Poli
Liliana Poli (Firenze, 1º gennaio 1928 – Firenze, 14 luglio 2015) è stata un soprano italiano.

## Biografia
Studiò al Centro di avviamento lirico del Teatro comunale negli anni '50. A quel periodo risale la sua performance in Medea di Luigi Cherubini accanto a Maria Callas.
Sposata con il compositore Arrigo Benvenuti, si esibì in numerose sue opere. Collaborò inoltre con Sylvano Bussotti, Luigi Nono, György Ligeti, Stockhausen e Pierre Boulez. Negli anni '70 si esibì a Berlino in Wozzeck diretta da Herbert von Karajan, e nel 1984 si recò negli Stati Uniti e in Messico. Prese parte inoltre a diverse tournée in Europa e in Giappone.
Nel 1971 divenne docente di musica da camera vocale al Conservatorio Luigi Cherubini di Firenze. Insegnò inoltre all'Accademia musicale Showa di Tokyo e tenne alcune lezioni al Conservatorio di Stoccolma e a San Pietroburgo.

## Opere
- Liliana Poli. Vita meravigliosa. Autobiografia, Nardini, 2016. (postumo)